# 瓦尔斯莱本
瓦尔斯莱本（德語：Walsleben）是德国勃兰登堡州的一个市镇，隶属于东普里格尼茨-鲁平县。总面积为31.92平方千米，截至2020年总人口为768人。